# Digitaria villosa
Digitaria villosa là một loài thực vật có hoa trong họ Hòa thảo. Loài này được (Walter) Pers. mô tả khoa học đầu tiên năm 1805.